# جون لوي (لاعب كرة قدم)
جون لوي (بالإنجليزية: John Lowe)‏ (6 أغسطس 1912 في المملكة المتحدة - 16 أغسطس 1995) هو مدرب كرة قدم ولاعب كرة قدم بريطاني (وحمل سابقاً جنسية المملكة المتحدة لبريطانيا العظمى وأيرلندا) في مركزي قلب الدفاع والدفاع. لعب مع بورت فايل وهاميلتون أكاديميكال.